# Alfred Duault
Pour les articles homonymes, voir Duault (homonymie).
Alfred Duault, né le 26 mars 1889 à Quintin (Côtes-du-Nord) et mort le 15 octobre 1955 à Quintin (Côtes-du-Nord), est un industriel et homme politique français.

## Biographie
Appartenant à une famille de bourgeoisie aisée, Alfred Duault devint à la suite de son père, industriel-brasseur dans sa commune natale en 1919. Notabilité locale, il fut élu maire de Quintin le 19 mai 1929.
Il se présenta aux élections générales législatives des 26 avril et 3 mai 1936 contre André Cornu, député sortant issu de la mouvance radicale indépendante. Il l'emporta au deuxième tour de scrutin par 10 344 voix contre 9.879 sur 20 403 votants (au premier tour il avait obtenu 9 493 voix et Cornu 7.073).
À la Chambre des députés, Alfred Duault siégea au groupe du Parti démocrate populaire, comme démocrate-chrétien. Membre des Commissions de la marine marchande et des boissons, il déposa deux propositions de loi, l'une supprimant la taxe à l'importation sur les pulpes de fruits servant à fabriquer des confitures, l'autre abaissant le prix de rétrocession des alcools dénaturés pour le chauffage.
Il intervint, le 18 mars 1937, lors de la discussion de la proposition de loi tendant à interdire la création de magasins à commerces multiples en faveur des coopératives de consommation à succursales multiples. Élu secrétaire de la Chambre des députés le 9 janvier 1940, il vota le 10 juillet suivant en faveur de la remise des pleins pouvoirs au Maréchal Pétain. 
Pendant la guerre il fut nommé membre du Conseil national de Vichy pour le département des Côtes-du-Nord (auquel néanmoins il s'abstient de siéger) et conseiller général du canton de Quintin de 1943 à 1945. 
Par sa décision du 12 décembre 1945, le Jury d'honneur maintient l'inéligibilité qui le frappait en raison de son vote du 10 juillet 1940. 
Il se retira après la guerre de la vie politique et mourut, le 16 octobre 1955, dans sa ville natale, âgé de 66 ans.

## Sources
- « Alfred Duault », dans le Dictionnaire des parlementaires français (1889-1940), sous la direction de Jean Jolly, PUF, 1960 [détail de l’édition]
- « Distillerie, brasserie et usine de boissons non alcoolisées Duault, puis cidrerie Alfred Duault et Cie à Quintin (22) », notice no IA22002299, sur la plateforme ouverte du patrimoine, base Mérimée, ministère français de la Culture